# 사가 7현인
사가 7현인(佐賀の七賢人)은 메이지 유신에 공헌한 사가번(후의 사가현) 출신 주요 7명의 인사를 나타내는 용어다.

## 7현인

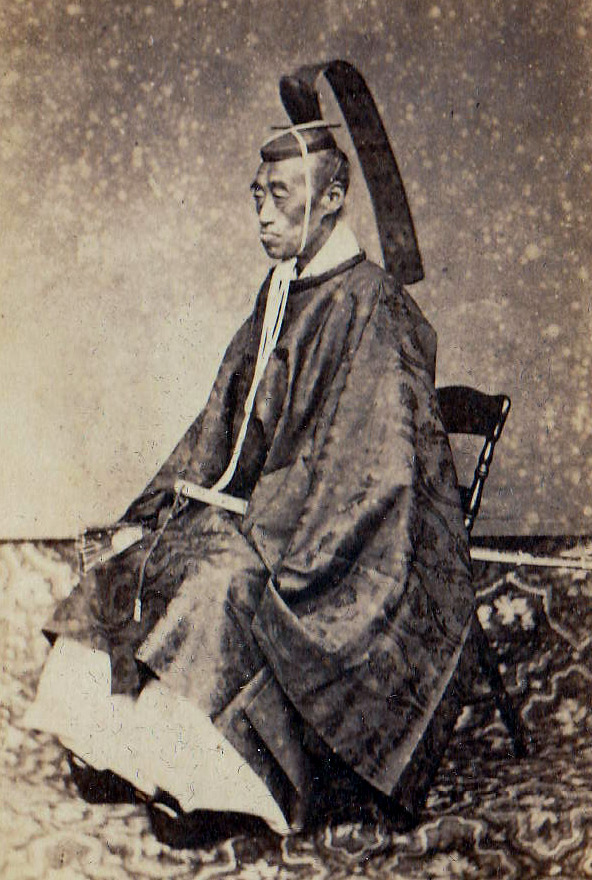
나베시마 나오마사
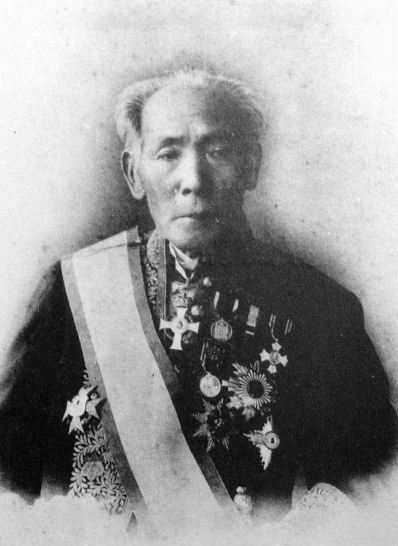
사노 쓰네타미
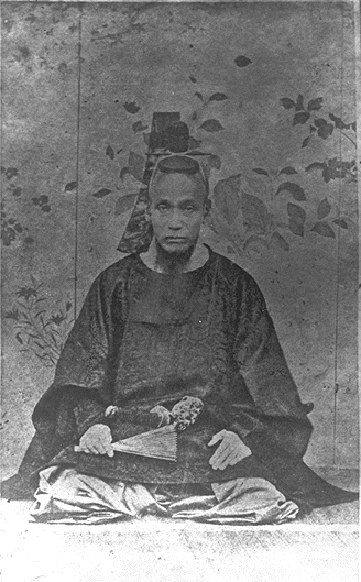
시마 요시타케
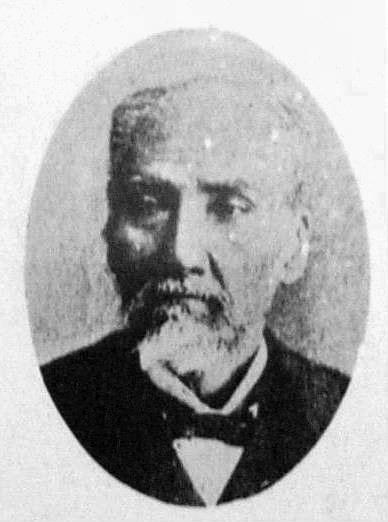
소에지마 다네오미
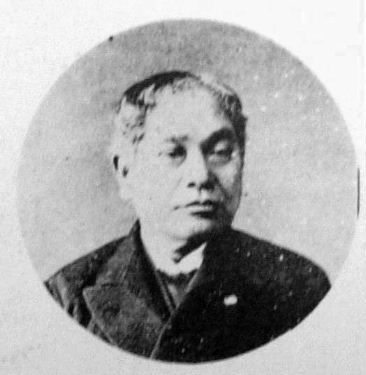
오키 다카토
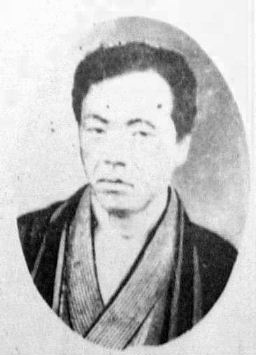
에토 신페이
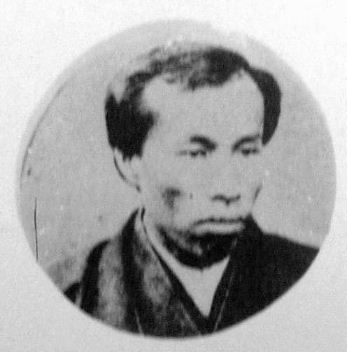
오쿠마 시게노부